# Cacahuatla
Cacahuatla är en ort i Mexiko.   Den ligger i kommunen José Joaquín de Herrera och delstaten Guerrero, i den sydöstra delen av landet, 230 km söder om huvudstaden Mexico City. Cacahuatla ligger 1 052 meter över havet och antalet invånare är 411.
Terrängen runt Cacahuatla är varierad. Cacahuatla ligger nere i en dal. Runt Cacahuatla är det ganska glesbefolkat, med 43 invånare per kvadratkilometer. Närmaste större samhälle är Ixcatla, 2,4 km norr om Cacahuatla. I omgivningarna runt Cacahuatla växer huvudsakligen savannskog.